# Catarratto bianco comune
Le catarratto bianco comune est un cépage italien de raisins blanc de la famille des catarratto.

## Origine et répartition géographique
Il provient du sud de l'Italie. Le cépage est connu depuis le XVIIe siècle sur l'île de Sicile.
Il est classé cépage d'appoint en DOC Alcamo et Contea di Sclafani.
Il est classé recommandé en province d'Agrigente, de  Catane, d'Enna, de Messine, de Palerme, de Syracuse et de Trapani. En 1990, il couvrait en Sicile 64 980 ha.
Il existerait encore quelques plantations en Tunisie.

## Caractères ampélographiques
- Extrémité du jeune rameau cotonneux blanc avec des traces de carmin.
- Jeunes feuilles duveteuses, jaunâtres.
- Feuilles adultes, à 5 lobes avec des sinus supérieurs à fonds aigus, un sinus pétiolaire en lyre fermée à bords superposés, des dents anguleuses, étroites, un limbe aranéeux ou duveteux.

## Aptitudes culturales
La maturité est de troisième époque hâtive : 25 jours après le chasselas.

## Potentiel technologique
Les grappes sont moyennes et les baies sont de taille moyenne. La grappe est cylindrique, compacte et ailée. Le cépage est de bonne vigueur et d'une fertilité bonne mais irrégulière.
Il donne des vins blancs de qualité et assez alcoolique titrant 14 % vol ou plus.

## Synonymes
Le catarratto bianco comune est connu sous les noms de catarratto bertolaro, catarratto bianco latino, catarratto bianco nostrale, catarratto carteddaro.